# Damià Carbó
Damià Carbó Malferit  (Campos, ? - Ciutat de Mallorca, 1554) va ser un metge mallorquí del segle xvi. Es va doctorar en medicina i el 1530 va ser nomenat metge ordinari de la Custòdia de la Sanitat de Mallorca.
El 1541 va publicar un tractat d'obstetrícia dirigit a les llevadores i padrines. Aquesta va ser la primera obra d'aquest tema que es va publicar a Espanya i la segona d'Europa després de la d'Eucharius Roesslin.

## Obres
- Libro del arte de las comadres o madrinas y del regimiento de las preñadas y paridas y de los niños, Mallorca, H. Campsoles, 1541. Reedició facsímil, amb introducció de Pedro Laín Entralgo.